# Txingudi SBE
Maillots
Txingudi Saski Baloi Elkartea (du basque club de basket-ball de Txingudi). Ce club de basket-ball féminin est localisé à Fontarrabie dans la communauté autonome du Pays basque.
Hondarribia-Irún est le nom de l'équipe première du club de basket-ball féminin basque espagnol Habitué de la Ligue féminine espagnole de basket-ball, le club renonce en août 2013 pour des questions financières.

## Histoire
Hondarribia-Irún est la résultante de l’union en 1999 du Hondartza Saski Baloi Elkartea de Fuenterrabía (fondé en 1976) et du Club Amigos del Baloncesto de Irún. Fuenterrabía el Club de Baloncesto Femenino Fuenterrabía avait fusionné en 1987 avec la section féminine de basket-ball du Club Deportivo Landetxa de Irún.
Hondarribia-Irún accède à la Liga Femenina de Baloncesto de España en 2001 puis de nouveau en 2003, pour s'y stabiliser et même se qualifier à plusieurs reprises pour l'Eurocoupe.

## Palmarès
Classement:
- 2001: 1er (LF2)
- 2002: 13e
- 2003: 1er (LF2)
- 2004: 4e
- 2005: 2e
- 2006: 3e
- 2007: 4e
- 2008: 9e
- 2009: 8e
- 2010: 11e
- 2011: 8e
- 2012: ?
- 2013: 9e

Palmarès:
- Coupe d'Espagne 2004

Coupes d'Europe:
- 2005-2006: Europe Cup: 3e place (2v-4d) du Groupe K
- 2006-2007: Europe Cup: 1re place (5v-1d) du Groupe E, défaite contre Faenza en 1/8 de finale
- 2007-2008: EuroCup: 2e place (4v-2d) du Groupe J

### Effectif Saison 2012-2013
Entraineur : Aitor Uriondo
Entraineur adjoint : Oscar Cea
| Numéro | Nom                   | Date de naissance | Taille | Nationalité        | Poste         |
| 4      | Thania Quintero       | 1980              | 1,78 m | Espagne            | Ailière       |
| 5      | Ana Suarez            | 1987              | 1,70 m | Espagne            | Meneuse       |
| 6      | Sonia Borges Dos Reis | 1984              | 1,89 m | Espagne Portugal   | Pivot         |
| 7      | Sandrine Nzeukou      | 1989              | 1,87 m | Cameroun           | Ailière forte |
| 8      | Lyndsay Harris        | 1990              | 1,75 m | États-Unis         | Arrière       |
| 9      | Laura Arroyo          | 1991              | 1,81 m | Espagne            | Ailière       |
| 10     | Mandisa Stevenson     | 1982              | 1,91 m | États-Unis         | Pivot         |
| 11     | Lisa Karcić           | 11 novembre 1986  | 1,85 m | États-Unis Croatie | Ailière forte |
| 12     | Tatiana Gomez         | 1981              | 1,93 m | Chili              | Pivot         |
| 13     | Sandra Ygueravide     | 28 décembre 1984  | 1,72 m | Espagne            | Meneuse       |
| 50     | Italee Lucas          | 1989              | 1,72 m | États-Unis         | Arrière       |

### Effectif Saison 2010-2011

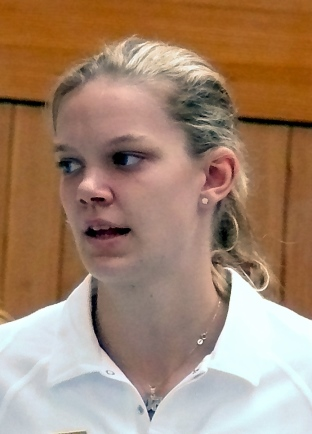
Katja Bavendam

Entraîneur :  Jose Luis Mugica
| Numéro | Nom             | Taille (m) | Poste           | Nationalité           |
| ------ | --------------- | ---------- | --------------- | --------------------- |
| 4      | Thania Quintero | 1,78       | ailière         | Espagne               |
| 5      | Ana Suarez      |            |                 | Espagne               |
| 7      | Amra Dapo       | 1,84       | arrière-ailière | Croatie               |
| 8      | Maria Revuelto  | 1,82       | arrière         | Espagne               |
| 9      | Jovana Rad      | 1,87       | intérieure      | Serbie                |
| 10     | Anna DeForge    | 1,78       | arrière         | États-Unis Monténégro |
| 11     | Natasha Lacy    | 1,78       | arrière         | États-Unis            |
| 12     | Danielle Burgin | 1,96       | intérieure      | États-Unis            |
| 13     | Marina Ferragut | 1,90       | arrière         | Espagne               |
| 15     | Katja Bavendam  | 2,03       | intérieure      | Allemagne             |

## Anciennes joueuses
- Shameka Christon
- Iziane Castro Marques
- Liene Jansone
- Laura Nicholls
- Helen Santos Luz
- Zane Tamane
- Elena Tornikidou